# Формиум
Фо́рмиум (лат. Phórmium) — род травянистых растений семейства Асфоделовые (Asphodelaceae).

## Ботаническое описание
Многолетние травянистые растения. Корневище короткое, мясистое.
Листья длинные (до метра и более), кожистые, тесьмовидные или мечевидные, плотные, тесно скученные и расположенные в два ряда.
Цветки грязно-жёлтые или чисто-жёлтые, расположены кистью на длинном (до 2 м) цветоносе. Околоцветник спайнолистный, с кубаревидной трубочкой и с шестью продолговатыми лопастями, из которых внутренние нежнее наружных. Тычинок шесть, с тонкими нитями и продолговато-линейными пыльниками. Пестик, с продолговатой верхней трёхгнёздной, многосемянной завязью, с толстым нитевидным столбиком и небольшим головчатым рыльцем.
Плод — трёхгранная, трёхстворчатая коробочка; семена продолговатые.

## Таксономия
Род Формиум включает 2 вида:
- Phormium colensoi Hook.f. — Формиум Коленсо
- Phormium tenax J.R.Forst. & G.Forst. — Формиум прочный, или Новозеландский лён